# Lîsivka, Iarmolînți
Lîsivka (în ucraineană Лисівка) este un sat în comuna Sutkivți din raionul Iarmolînți, regiunea Hmelnîțkîi, Ucraina.

## Demografie
Componența lingvistică a localității Lîsivka
     Ucraineană (100%)
Conform recensământului din 2001, toată populația localității Lîsivka era vorbitoare de ucraineană (100%).